# Dipartimento di Veinticinco de Mayo (Río Negro)
Veinticinco de Mayo è un dipartimento argentino, situato nella parte sud-occidentale della provincia di Río Negro, con capoluogo Maquinchao.
Esso confina a nord con il dipartimento di El Cuy, a est con quello di Nueve de Julio, a sud con la provincia di Chubut e ad ovest con i dipartimenti di Pilcaniyeu e Ñorquincó.
Secondo il censimento del 2001, su un territorio di 27.106 km², la popolazione ammontava a 13.153 abitanti, con un aumento demografico del 4,08% rispetto al censimento del 1991.
Il dipartimento, nel 2001, è composto da:
- 3 comuni (municipios):
  - Ingeniero Jacobacci
  - Los Menucos
  - Maquinchao
- 5 comisiones de fomento:
  - Aguada de Guerra
  - Clemente Onelli
  - Colán Conhue
  - El Caín
  - Pilquiniyeu